# Рамфорд (Мен)
Рамфорд (англ. Rumford) — місто (англ. town) в США, в окрузі Оксфорд штату Мен. Населення — 5858 осіб (2020).

### Клімат
| Клімат : Рамфорд      | Клімат : Рамфорд | Клімат : Рамфорд | Клімат : Рамфорд | Клімат : Рамфорд | Клімат : Рамфорд | Клімат : Рамфорд | Клімат : Рамфорд | Клімат : Рамфорд | Клімат : Рамфорд | Клімат : Рамфорд | Клімат : Рамфорд | Клімат : Рамфорд | Клімат : Рамфорд |
| Показник              | Січ.             | Лют.             | Бер.             | Квіт.            | Трав.            | Черв.            | Лип.             | Серп.            | Вер.             | Жовт.            | Лист.            | Груд.            | Рік              |
| Середній максимум, °C | −2,8             | −1,7             | 3,9              | 10,6             | 18,3             | 23,3             | 26,7             | 25,0             | 20,6             | 14,4             | 6,1              | −1,1             | 11,7             |
| Середній мінімум, °C  | −13,3            | −12,8            | −6,7             | 0,0              | 5,6              | 10,6             | 13,9             | 12,2             | 8,3              | 2,8              | −2,8             | −10              | 0,6              |
| Норма опадів, мм      | 74               | 66               | 86               | 81               | 84               | 86               | 91               | 81               | 91               | 81               | 89               | 79               | 993              |
| --------------------- | ---------------- | ---------------- | ---------------- | ---------------- | ---------------- | ---------------- | ---------------- | ---------------- | ---------------- | ---------------- | ---------------- | ---------------- | ---------------- |
| Джерело: Weatherbase  |                  |                  |                  |                  |                  |                  |                  |                  |                  |                  |                  |                  |                  |

## Демографія
Згідно з переписом 2010 року, у місті мешкала 5841 особа в 2674 домогосподарствах у складі 1524 родин. Було 3287 помешкань
Расовий склад населення:
| - 97,2 % — білих - 0,6 % — чорних або афроамериканців - 0,2 % — корінних американців - 0,2 % — азіатів |

До двох чи більше рас належало 1,2 %. Частка іспаномовних становила 1,6 % від усіх жителів.
За віковим діапазоном населення розподілялося таким чином: 20,1 % — особи молодші 18 років, 59,7 % — особи у віці 18—64 років, 20,2 % — особи у віці 65 років та старші. Медіана віку мешканця становила 45,5 року. На 100 осіб жіночої статі у місті припадало 93,9 чоловіків;  на 100 жінок у віці від 18 років та старших — 90,2 чоловіків також старших 18 років.
Середній дохід на одне домашнє господарство  становив 42 339 доларів США (медіана — 30 777), а середній дохід на одну сім'ю — 51 269 доларів (медіана — 40 455). Медіана доходів становила 45 669 доларів для чоловіків та 32 813 долари для жінок. За межею бідності перебувало 18,6 % осіб, у тому числі 27,6 % дітей у віці до 18 років та 15,1 % осіб у віці 65 років та старших.
Цивільне працевлаштоване населення становило 2187 осіб. Основні галузі зайнятості: освіта, охорона здоров'я та соціальна допомога — 27,1 %, мистецтво, розваги та відпочинок — 15,9 %, роздрібна торгівля — 13,9 %, виробництво — 13,7 %.

## Відомі особистості
В поселенні народився:
- Джеб Бредлі (* 1952) — американський політик.